# Щербатов, Иван Фёдорович
Князь Иван Фёдорович Щербатов (? — 28 апреля 1672) — стряпчий (1638), стольник (1638) и воевода.

## Биография
Представитель княжеского рода Щербатовых (Рюриковичи). Старший сын стольника, князя Фёдора Саввича Щербатова. Младшие братья — стольники Григорий и Дмитрий Щербатовы.
2 июля 1638 года князь И. Ф. Щербатов был пожалован из жильцов в стряпчие, а 15 августа того же года получил чин стольника. В 1644 году князь Иван Щербатов находился на воеводстве в Каргополе.
В 1645—1646 годах стольник князь Иван Щербатов служил в Туле в полку под командованием князя Якова Куденетовича Черкасского. В 1647—1648 годах он нёс службу в Ливнах в полку под предводительством стольника князя Григория Семёновича Куракина.
В 1656 году князь Иван Фёдорович Щербатов участвовал в неудачном походе русской армии под командованием царя Алексея Михайловича на Ригу, состоя в царском полку.
11 октября 1659 года царь Алексей Михайлович отправил князя И. Ф. Щербатова в Переяславль «с жалованным и милостивым словом» к боярину князю Алексею Никитичу Трубецкому.
15 февраля 1670 года «дневал и ночевал» при гробе царевича Алексея Алексеевича, старшего сына и наследника царя Алексея Михайловича.
17 мая 1670 года князь Иван Фёдорович Щербатов был назначен вторым воеводой в Тобольске, став заместителем первого воеводы, боярина князя Ивана Борисовича Репнина.
В апреле 1672 года скончался в Тобольске.
Единственный сын — стольник, вятский воевода и капитан, князь Иван Иванович Щербатов (ум. после 1730).